# Sárgatorkú álszajkó
A sárgatorkú álszajkó (Pterorhinus galbanus) a madarak osztályának verébalakúak (Passeriformes) rendjébe és a Leiothrichidae családjába tartozó faj.

## Rendszerezése
A fajt Henry Haversham Godwin-Austen brit ornitológus írta le 1874-ben, a Garrulax nembe Garrulax galbanus néven. Egyes szervezetek jelenleg is ide sorolják.

## Előfordulása
Dél- és Délkelet-Ázsiában, Banglades, India és Mianmar területén honos. Természetes élőhelyei a szubtrópusi vagy trópusi síkvidéki esőerdők, valamint legelők és cserjések. Állandó, nem vonuló faj.

## Megjelenése
Testhossza 23–24,5 centiméter, testtömege 55–57 gramm.

## Életmódja
Rovarokkal és magvakkal táplálkozik.

## Természetvédelmi helyzete
Az elterjedési területe kicsi, egyedszáma viszont stabil. A Természetvédelmi Világszövetség Vörös listáján nem fenyegetett fajként szerepel.